# Enicospilus nitetus
Enicospilus nitetus là một loài tò vò trong họ Ichneumonidae.